# Carpodacus rubicilla
Pintarroxo-grande ou peito-carmim-grande (Carpodacus rubicilla) é uma espécie de ave da família Fringillidae.
Pode ser encontrada nos seguintes países: Afeganistão, Azerbaijão, China, Geórgia, Índia, Cazaquistão, Quirguistão, Mongolia, Nepal, Paquistão, Rússia, Tadjiquistão e Uzbequistão.
Os seus habitats naturais são: tundras e campos de gramíneas de clima temperado.